# Piper Cub

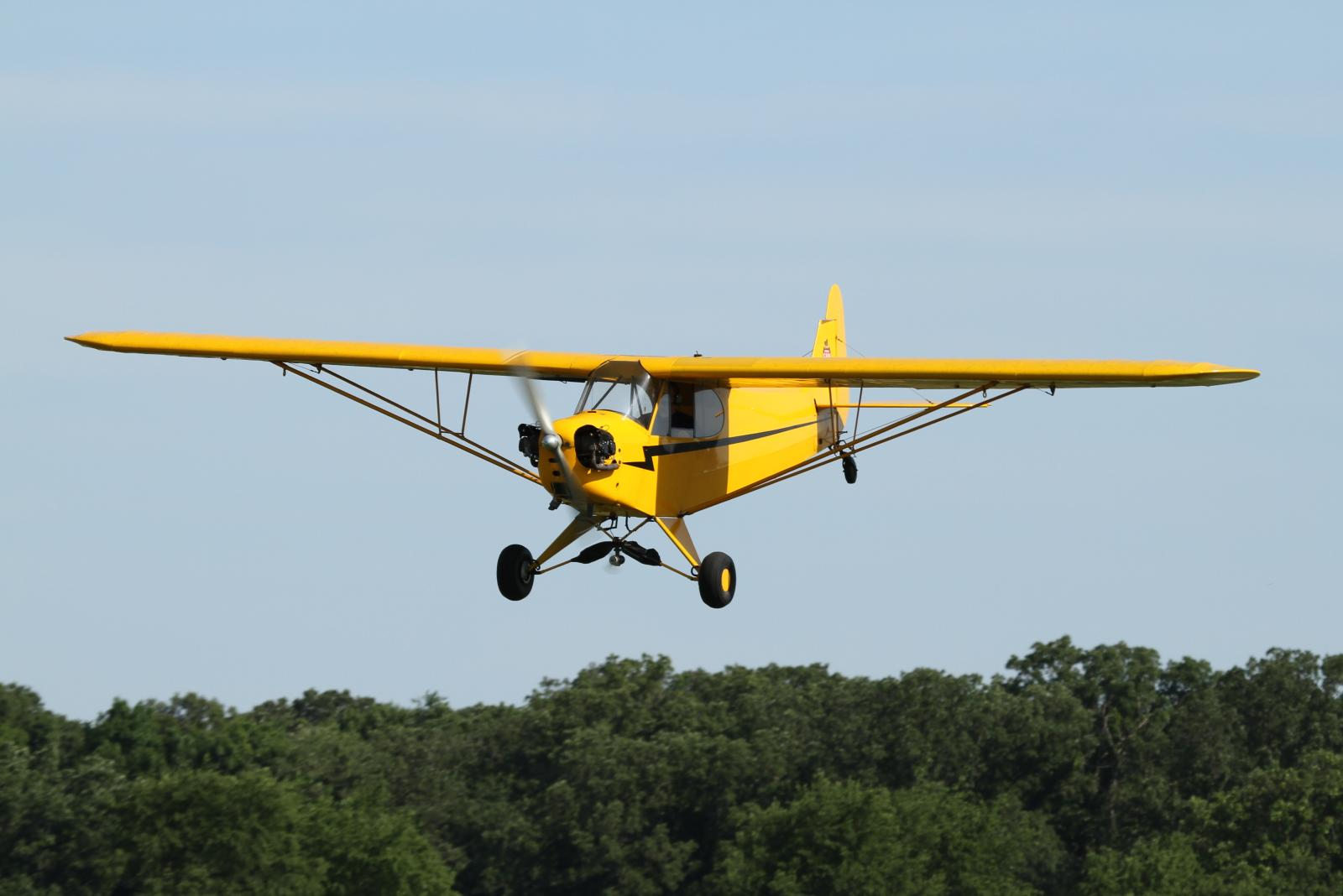
Piper J3C-65 uit 1946

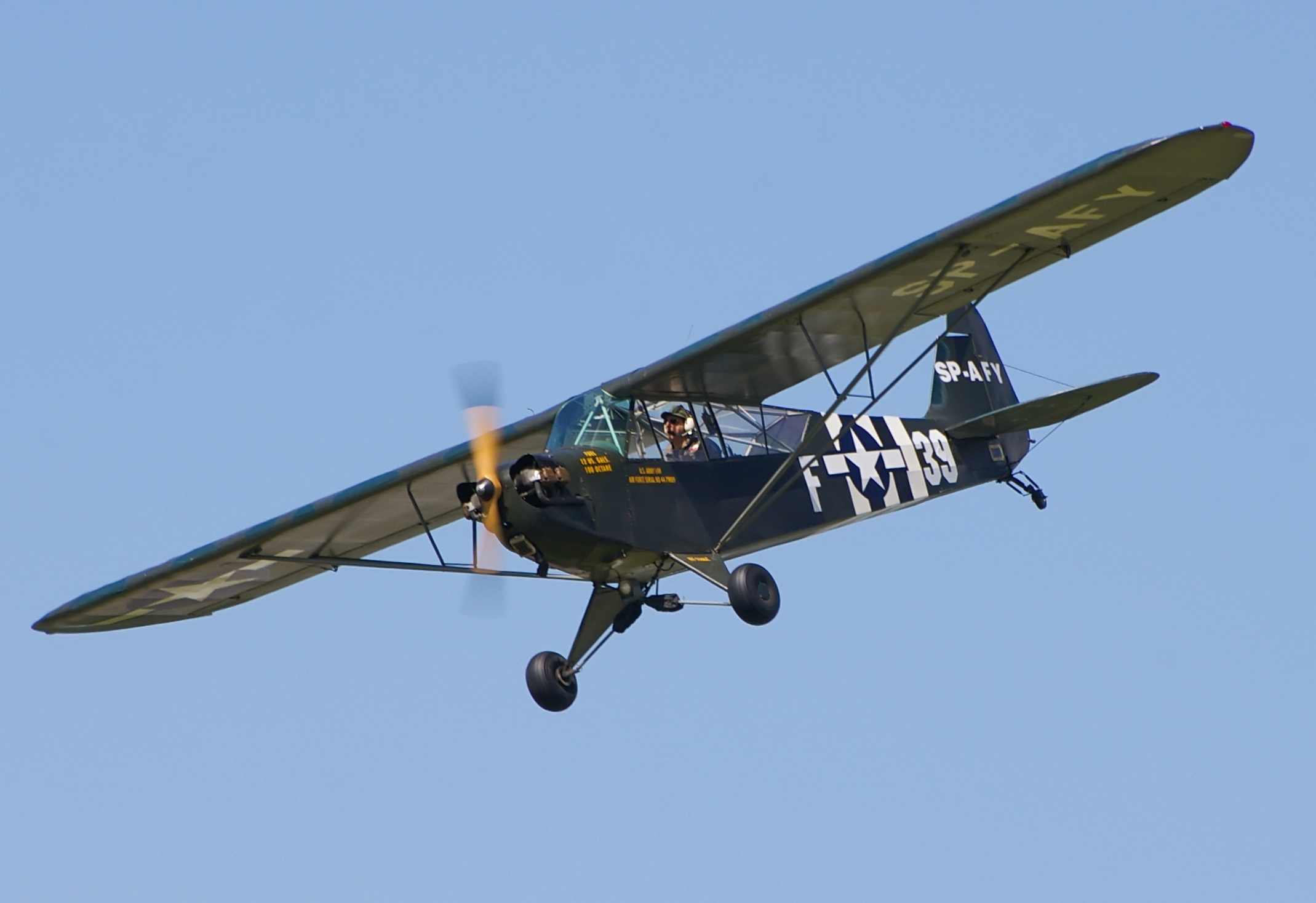
Piper L-4H Grasshopper met de kenmerkende grote cockpitramen

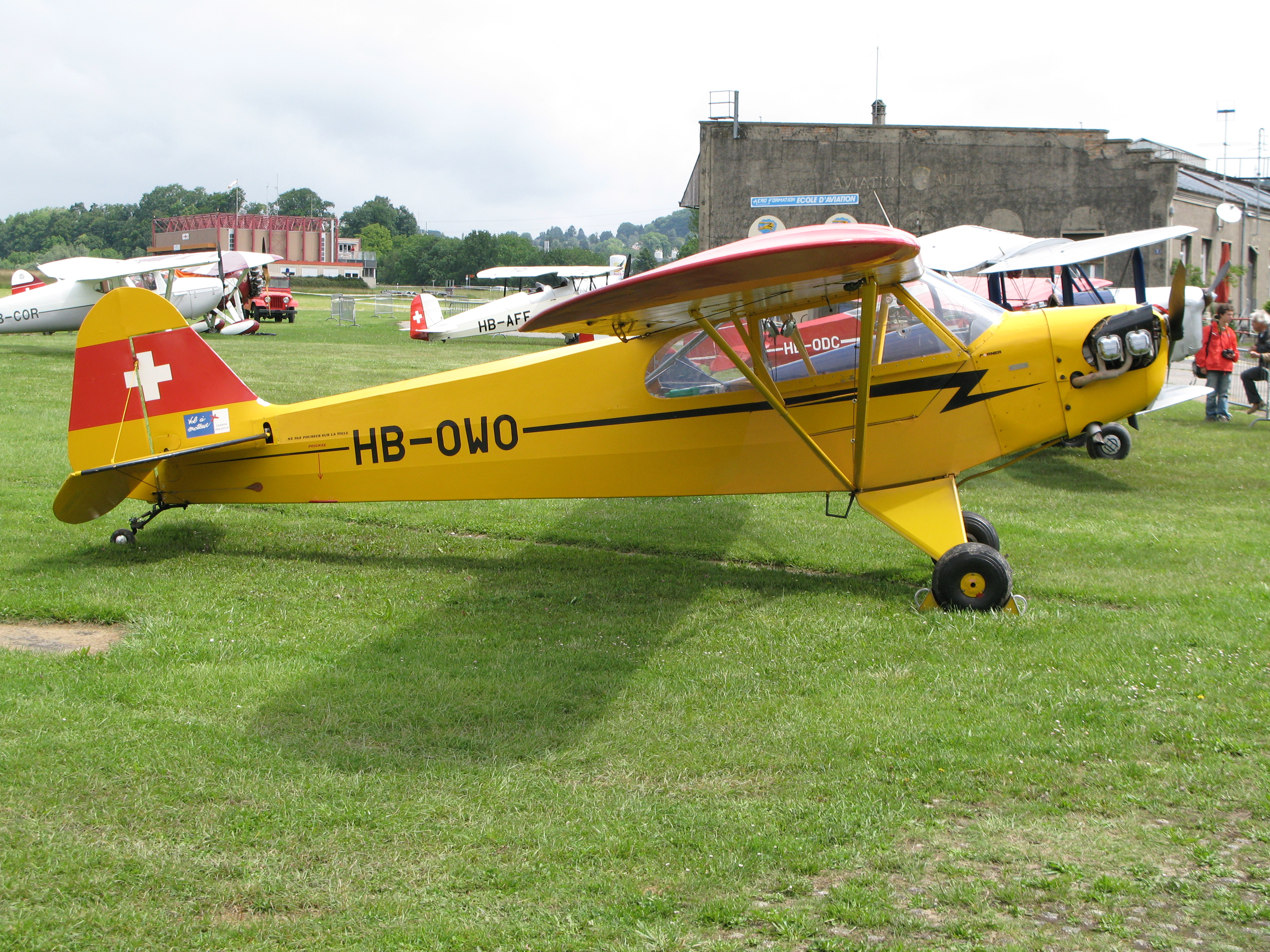
Piper J-3C met Continental viercilinder boxermotor

De Piper J-3 Cub is een Amerikaans licht eenmotorig vliegtuig voor twee personen, waarvan er tussen 1937 en 1947 door Piper Aircraft totaal 20.038 exemplaren zijn geproduceerd. Het hoogdekker toestel was oorspronkelijk bedoeld voor het opleiden van piloten, maar werd ook populair onder privévliegers. Het is het meest bekende lichtgewicht vliegtuig aller tijden en dankt zijn succes aan zijn eenvoudige bouw en relatief lage prijs. De naam 'Cub' is Engels voor het Nederlandse woord 'welp', het embleem van de Piper Cub is dan ook een berenwelpje. 

## Ontwerp
De Piper Cub constructie, van zowel de romp als de vleugels, bestaat uit een met doek bespannen metalen frame. De vleugels zijn niet vrijdragend en met stijlen bevestigd aan de romp. De twee zitplaatsen bevinden zich achter elkaar (in tandem). Vanwege de zwaartepuntligging moet de piloot bij een solovlucht het vliegtuig besturen vanaf de achterste zitplaats. Standaard werd het toestel uitgerust met een viercilinder boxermotor van verschillende producenten. Het motorvermogen van de diverse varianten ligt in de range van 37-90 pk. Kenmerkend voor de Cub zijn de cilinders die aan beide kanten uit de motorkap steken. Het landingsgestel bestaat uit twee hoofdwielen onder de romp plus een bestuurbaar staartwiel. Het toestel kan naast het standaard wielonderstel worden uitgerust met drijvers als watervliegtuig, of ski's voor sneeuw en ijs. Ook toestellen met extra grote banden (zogenoemde toendrabanden) worden gebruikt, voor het landen op zandvlaktes of andere onstabiele ondergrond.

## Geschiedenis

### Voor de Tweede Wereldoorlog
Het basisontwerp van de Piper Cub komt uit 1930, onder de naam Taylor E-2 Cub, gebouwd door Taylor Aircraft uit Bradford, Pennsylvania. Later in de jaren 30 ging Taylor Aircraft failliet waarna Piper Aircraft het overnam. 
In 1938, nadat Piper zijn fabriek had verplaatst naar Lock Haven omdat een brand zijn vorige fabriek in Bradford in de as had gelegd, werd de nieuwe J-3 Cub geïntroduceerd die de oude E-2 zou vervangen. De toestellen kostten iets meer dan $1000 per stuk.

### Tijdens de Tweede Wereldoorlog
In de Tweede Wereldoorlog werd duidelijk dat de Cub ook uitermate geschikt was voor militaire doeleinden. Ze werden veel gebruikt voor verkenning, transport en soms zelfs, uitgerust met bazooka's onder de vleugels, voor grondaanvallen. De militaire varianten van de Cub waren de L-4, O-59 en NE-1. De bijnaam voor de militaire Cub werd 'grasshopper' (sprinkhaan). 
De militaire versies onderscheidden zich van de civiele door de grotere cockpitramen die tot achter de vleugel doorliepen. Ook het dakraam werd vergroot. 
De militaire Cub is in gebruik geweest bij vele luchtmachten, waaronder de USAF (Verenigde Staten), de Militaire Luchtvaart van het Koninklijk Nederlands-Indisch Leger en de BAF (Belgian Air Force, België).

### Na de Tweede Wereldoorlog
Na de Tweede Wereldoorlog werden duizenden militaire Grasshoppers civiel geregistreerd onder de benaming J-3. In 1949 introduceerde Piper de Piper PA-18 Super Cub, een gemoderniseerde variant van de J-3 Cub die tot 1981 in productie zou blijven. De nieuwe Super Cub kreeg een nieuwe motor, volledig bedekt door een motorkap (dit in tegenstelling tot die van de J-3, waarbij aan beide kanten de cilinders uit de motorkap steken) en de ramen kregen een aangepaste vorm. Ook technisch gezien veranderde er veel, waaronder een nieuw elektrisch systeem en flaps onder de vleugel. 
Een ander opmerkelijk verschil is dat bij de J-3 de piloot de achterste stoel moet nemen voor een solovlucht, in verband met een goede balans van het vliegtuig omdat de brandstoftank zich direct achter het schot in de cockpit bevindt. Bij de nieuwe PA-18 kwamen de brandstoftanks in de vleugels, waardoor de piloot de voorste stoel kan gebruiken. De Super Cub werd in Nederland gebruikt door de Koninklijke Luchtmacht en de Marine Luchtvaartdienst.

## Varianten

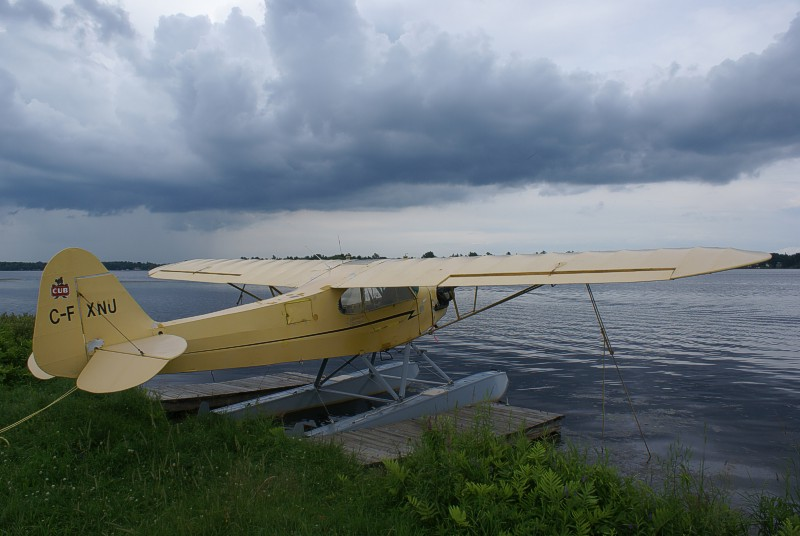
een Canadees geregistreerde Piper J-3 Cub op drijvers

### Civiel

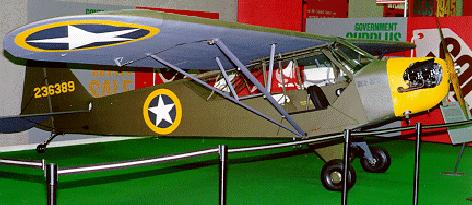
Piper L4-A militaire versie

J-3
Uitgerust met een Continental A-40, A-40-2, of A-40-3 motor, 37 pk (28 kW). Of een A-40-4 engine, 40 pk (30 kW).
J3C-40
Gecertificeerd op 14 juli 1938 en uitgerust met een Continental A-40-4 of A-40-5, 40 pk (30 kW).
J3C-50
Gecertificeerd op 14 juli 1938 en uitgerust met een Continental A-50-1 of A-50-2 t/m -9, 50 pk (37 kW).
J3C-50S
Gecertificeerd op 14 juli 1938 en uitgerust met een Continental A-50-1 of A-50-2 t/m -9, 50 pk (37 kW). Voorzien van een optionele drijver-onderstel (watervliegtuig) kit.
J3C-65
Gecertificeerd op 6 juli 1939 en uitgerust met een Continental A-65-1 of A-65-3, 6, 7, 8, 8F, 9 of 14, 65 pk (48 kW). Of een A-65-14, Continental A-75-8, A-75-8-9 of A-75-12, 75 pk (56 kW). Of Continental C-85-8 of C-85-12, 85 pk (63 kW). Of Continental C-90-8F, 90 pk (67 kW).
J3C-65S
Gecertificeerd op 27 mei 1940 en uitgerust met een Continental A-65-1 of A-65-3, 6, 7, 8, 8F, 9 of 4, 65 pk (48 kW). Of een A-65-14, Continental A-75-8, A-75-8-9 of A-75-12, 75 pk (56 kW). Of Continental C-85-8 of C-85-12, 85 pk (63 kW). of Continental C-90-8F , 90 pk (67 kW). Voorzien van een optionele drijver-onderstel kit.
J3F-50
Gecertificeerd op 14 juli 1938 en uitgerust met een Franklin 4AC-150 Series 50 motor, 50 pk (37 kW).
J3F-50S
Gecertificeerd op 14 juli 1938 en uitgerust met een Franklin 4AC-150 Series 50 motor, 50 pk (37 kW). Voorzien van een optionele drijver-onderstel kit.
J3F-60
Gecertificeerd op 13 april 1940 en uitgerust met een Franklin 4AC-150 Series A motor, 65 pk (48 kW). Of een Franklin 4AC-171, 60 pk (45 kW).
J3F-60S
Gecertificeerd op 31 mei 1940 en uitgerust met Franklin 4AC-150 Series A motor, 65 pk (48 kW). Of een Franklin 4AC-171, 60 pk (45 kW). Voorzien van een optionele drijver-onderstel kit.
J3F-65
Gecertificeerd op 7 augustus 1940 en uitgerust met een Franklin 4AC-176-B2 of een Franklin 4AC-176-BA2, 65 pk (48 kW).
J3F-65S
Gecertificeerd op 4 januari 1943 en uitgerust met een Franklin 4AC-176-B2 of een Franklin 4AC-176-BA2 motor, 65 pk (48 kW). Voorzien van een optionele drijver-onderstel kit.
J3L
Gecertificeerd op 17 september 1938 met een Lycoming O-145-A1, 50 pk (37 kW). Of een Lycoming O-145-A2 of A3, 55 pk (41 kW).
J3L-S
Gecertificeerd op 2 mei 1939 met een Lycoming O-145-A1, 50 pk (37 kW) of een Lycoming O-145-A2 of A3, 55 pk (41 kW). Voorzien van een optionele drijver-onderstel kit.
J3L-65
Gecertificeerd op 27 mei 1940 met een Lycoming O-145-B1, B2, of B3 , 65 pk (48 kW).
J3L-65S
Gecertificeerd op 27 mei 1940 met een Lycoming O-145-B1, B2, of B3, 65 pk (48 kW). Uitgerust met een optionele drijver-onderstel kit.
J3P
Variant met een 50 pk (37 kW) Lenape LM-3-50 motor of Lenape AR-3-160 driecilinder radiaalmotor.
J-3R
Variant met slotted flaps en een 65 pk (48 kW) Lenape LM-3-65 motor.
J-3X
Variant uit 1944 met zelfdragende vleugels. Voorzien van een 65 pk (48 kW) Continental A-65-8 motor.
PA-11 Cub Special
Tussen 1947 en 1949 gebouwde J-3 variant met een 90 pk Continental C90-8 motor. Herkenbaar aan de volledig gesloten motorkap. Brandstoftank verhuisd van de romp naar de binnenkant van de linkervleugel. 1541 stuks gefabriceerd.
Cammandre 1
Een Franse conversie van een J-3 Cub/L-4 toestel.
Poullin J.5A
Vijf L-4 Cubs aangepast door Jean Poullin voor speciale taken.
Poullin J.5B
Een enkele L-4 Cub aangepast door Jean Poullin voor speciale taken.
Wagner Twin Cub
Experimentele J-3 met een dubbele romp (naast elkaar).

### Militair
YO-59
Vier J3C-65 toestellen voor testen en evaluatie door het US Army Air Corps (USAAC).
O-59
Productieversie voor het USAAC; 140 gebouwd, later hernoemd naar L-4.
O-59A
Verbeterde versie, met een 65-pk (48-kW) Continental O-170-3 boxermotor; 948 gebouwd, later hernoemd naar L-4A.
L-4
Nieuwe aanduiding van de YO-59 en O-59.
L-4A
Hernoemde O-59A.
L-4B
Idem als de L-4A, maar zonder radio apparatuur; 980 gebouwd.
L-4C
Acht in dienst gekomen J3L-65 toestellen. Eerste twee hadden aanvankelijk de aanduiding UC-83A.
L-4D
Vijf in dienst gekomen J3F-65 toestellen.
L-4H
Idem als de L-4B maar met een verbeterde uitrusting en een vaste spoed propeller, 1801 gebouwd.
L-4J
L-4H met variabele spoed propeller, 1680 gebouwd.
UC-83A
Twee in dienst genomen J3L-65 vliegtuigen, later hernoemd als L-4C.
TG-8
Driezitter zweefvliegvariant, 250 gebouwd.
LNP
Aanduiding van de Amerikaanse Marine voor drie ontvangen TG-8 zweefvliegtuigen.
NE-1
J3C-65 toestel voor de Amerikaanse Marine met dubbele besturing, 230 gebouwd.
NE-2
Idem als de NE-1 met kleine aanpassingen aan de uitrusting, 20 gebouwd.
L-18B
Militaire aanduiding van de PA-11. 105 stuks geleverd aan Turkije in het kader van  het Military Assistance Program.

## Specificaties (J3C-65 Cub)

### Algemene kenmerken
- Bemanning: 1 piloot
- Capaciteit: 1 passagier
- Lengte: 6,83 meter
- Spanwijdte: 10,74 meter
- Hoogte: 2,03 meter
- Vleugeloppervlak: 16,58 m²
- Leeggewicht: 345 kg
- Nuttige lading: 205 kg
- Maximale startgewicht: 550 kg
- Motor: 1 x Continental A-65-8 luchtgekoelde viercilindermotor, 65 pk (48 kW)
- Aantal gebouwd (totaal alle modellen 1938-1947): 19.888 (in VS), 150 (in Canada), 253 (TG-8 zweefvliegtuigen).

### Prestaties
- Topsnelheid: 140 km/u
- Kruissnelheid: 121 km/u
- Bereik: 354 km
- Praktisch plafond: 3.500 m
- Klimsnelheid: 2,3 m/s
- Vleugelbelasting: 33,4 kg/m²
- Vermogen: 11,35 kg/kW

## Vergelijkbaar vliegtuig
- Stinson L-5 Sentinel